# Équipe d'Écosse féminine de rugby à XV
 (janvier 2024).
Si vous disposez d'ouvrages ou d'articles de référence ou si vous connaissez des sites web de qualité traitant du thème abordé ici, merci de compléter l'article en donnant les références utiles à sa vérifiabilité et en les liant à la section « Notes et références ».
L'équipe d'Écosse féminine de rugby à XV est une sélection des meilleures joueuses écossaises, sous l'autorité de la Fédération écossaise de rugby à XV. Elle dispute chaque année le Tournoi des Six Nations et le WXV.

## Histoire
Après avoir joué sous la bannière de la Grande-Bretagne de 1986 à 1990, les Écossaises jouent et gagnent leur premier match international contre l'Irlande en 1993. L'année suivante, elles jouent la Coupe du monde à domicile. Elles terminent deuxièmes de leur groupe derrière l'Angleterre et perdent en quart de finale face au pays de Galles. Après deux nouvelles victoires, elles finissent le tournoi à la 5e place.
À partir de 1996, elles participent au Tournoi britannique qui devient ensuite le Tournoi des Six Nations féminin. Elles terminent troisièmes, puis deuxièmes en 1997 et vainqueurs, en réalisant le Grand Chelem, en 1998. Cette année-là, les Écossaises sont sixièmes de la Coupe du monde aux Pays-Bas. Par la suite, elles ont des résultats très réguliers : dans le Tournoi des Cinq puis des Six Nations, elles sont régulièrement battues par la France et l'Angleterre mais dominent les autres nations, et elles terminent à nouveau sixièmes des Coupes du monde 2002 et 2006.
Depuis cette date, elles sont régulièrement battues par les Galloises et les Irlandaises, et terminent même dernières du Tournoi des Six Nations 2008 avec cinq défaites. Néanmoins, elles parviennent à se qualifier pour la Coupe du monde 2010 en battant la Russie, la Belgique et les Pays-Bas en Suède en mai 2009.
Bryan Easson est nommé sélectionneur en décembre 2020 après avoir occupé le poste provisoirement au mois d'août à la suite de la démission de Phillip Doyle. Il signe pour cinq ans, jusqu'à la Coupe du monde en Angleterre.
Les débuts dans le Tournoi des Six Nations sont laborieux avec une cinquième place en 2021 et surtout une dernière place en 2022, avec cinq défaites. Sans surprise, les Écossaises subissent trois défaites en trois matchs dans leur poule de Coupe du monde.
Une nouvelle dynamique s'amorce durant le Tournoi 2023 : le XV du chardon remporte deux victoires. Puis vient la première édition du WXV, que les Écossaises remportent, soit leur premier trophée depuis 25 ans.
Le Tournoi 2024 confirme la hausse d'intérêt du public écossais pour son XV féminin. Lors de la deuxième journée contre la France, ce sont 5 600 personnes qui se pressent à l'Edinburgh Rugby Stadium, déjà un record. Puis pour la réception de l'Angleterre, le quinze féminin joue un match à guichets fermés pour la première fois de son histoire. L'Écosse termine à nouveau troisième de la compétition.
Si le niveau du championnat écossais (100 % amateur) reste problématique, l'équipe nationale bénéficie de l'expatriation de ses meilleures joueuses qui partent massivement vers les clubs professionnels du championnat d'Angleterre. Ainsi, lors du WXV 2024 (qui qualifie les Écossaises pour la Coupe du monde), sur les trente sélectionnées, seulement deux jouent en Écosse (Aila Ronald et Alex Stewart).
En 2025, cette tendance s'atténue très légèrement avec quatre joueuses d'Édimbourg sélectionnées pour la Coupe du monde (toujours Ronald et Stewart, ainsi que Ferrie et Ramsay). Durant l'été, une polémique éclate lorsque la capitaine Rachel Malcolm prend la parole publiquement pour dénoncer le fait que les contrats des joueuses courent jusqu’à la fin de la Coupe du monde et qu'à deux mois de leur terme, les joueuses ne savent pas si elles seront prolongées ou pas. Selon elle, cette incertitude planant sur les joueuses (dont certaines sont très précaires) interfère sur la préparation de l'équipe. Elle décrit les échanges avec la fédération comme « frustrants » et estime que ses interlocuteurs ne montrent aucune sympathie pour les joueuses dans ce dossier. Après deux défaites en matchs de préparation face à l'Italie et à l'Irlande, Chloe Rollie soutient publiquement sa capitaine et va plus loin en déclarant que « plus de la moitié de l'effectif sera sans contrat au terme de la Coupe du monde ». La SRU dément ce chiffre mais refuse de donner des détails tant que les négociations sont en cours.

## Palmarès
- Vainqueur du Tournoi britannique de rugby à XV en 1998 (Grand Chelem).
- Vainqueur du WXV 2 en 2023.
- Participations à la Coupe du monde : (5e en 1994 ; 6e en 1998, 2002 ; 2006 ; 2010 ; 2021).